# Стефан Мокрев
Стефан Николов Мокрев е български писател и дипломат.

## Биография
Завършва гимназия в Търново и право в Софийския университет. Своя първи разказ издава през 1920 г. в списание „Ново време“. От 1920 до 1921 г. работи като редактор на списание „Литературни звуци“ в Търново. Премества се в София и през ноември 1923 г. заедно с Марко Марчевски и Николай Хрелков участва в издаването на седмичния литературен вестник „Възход“. Третият брой на вестника е конфискуван и Стефан Мокрев решава да завърши образованието си по дипломация и консулство в Свободния университет в София (днес УНСС). От 1932 до 1967 г. работи като дипломат. Издава много разкази, повести и приказки за деца. Също така превежда художествени творби от италиански и руски език.

## Творчество
- „Дивото“ (разкази, 1929)
- „Кантон 16“ (повест, 1933)
- „Гроздобер“ (разкази, 1935)

Приказки за деца
- „Царският лъв“ (1931)
- „Тъжните мравки“ (1932)
- „Приказна книжка“ (1934)
- „Желю жълтицата“ (1936)
- „Филип Тотю“ (1936)
- „Цар Ивайло“ (1937)
- „Медена питка“ (1938)
- „Приятелят ми ескимосът“ (1939)
- „Дечко Палечко и петлето Клечко“ (1941, първо издание; 1970, второ издание)
- „Три и триста“ (1949)
- „Злополуките на Лисан“ (1956)
- „Защо магаретата реват“ (1965)

Драми
- „Есенни хора“ (1925)
- „Тайната“ (1927)

Романи
- „Аз не съм аз“ (1945)
- „Зората иде“ (1971)